# چکاوک سرخ
چکاوک سرخ (نام علمی: Certhilauda burra) نام یک گونه از تیره چکاوک است.